# Žešov
Žešov je vesnice patřící k městu Prostějov. K  15. říjnu 2006 zde žilo 325 obyvatel.
Vesnice se rozprostírá v nevelkém údolí asi 4 km jižně od centra Prostějova. Její dominantou je katolický kostel. Vsí protéká potůček zvaný Maliňák. V blízkém okolí vede dálnice D46.
Největší událostí roku bývají hodové slavnosti konané na počátku léta. V obci fungoval hostinec, který byl ale 1. 12. 2016 uzavřen. V obci působí jeden spolek - místní jednota Sboru dobrovolných hasičů.

## Dějiny
Název obce pochází od osobního jména Žech nebo Žeš a je zřejmě velmi starého původu, vesnice Žešov je ale zmiňována v pramenech až ve 14. století (první zmínka 1348). Vesnice velmi často měnila své majitele, až se roku 1527 stala součástí plumlovského panství, jehož součástí zůstala až do roku 1848. Žešov byl silně poškozen za třicetileté války. V roce 1728 byla u Žešova postavena císařská silnice, která pomohla k rozvoji obce. Místní obyvatelé si pak přivydělávali přepřaháním koní k povozům, které nemohly vyjet místní kopec, a kovářstvím. V roce 1790 byla v obci založena škola, aby místní děti nemusely docházet do školy do Určic. Na konci druhé světové války Němci přeměnili dva hostince na opravárenské dílny, ve kterých museli pracovat i místní občané. V posledních dnech války si na Žešovském kopci vybudovali Němci dělostřelecké postavení, které bylo pod neustálou palbou dělostřelectva Rudé armády a byl dokonce i bombardován. V prvních poválečných volbách zvítězila ČSL, následována ČSSD a ČSNS, komunisté v obci propadli. Od roku 1950 se komunisté pokoušeli o kolektivizaci zemědělství, k založení JZD ale došlo až v roce 1957. Poslední soukromý zemědělec hospodařil ještě v roce 1963. V roce 1973 byla zrušena dvoutřídní základní škola a děti ze Žešova začaly dojíždět do prostějovských škol. Mezi léty 1974–1986 byla na katastru obce stavěna dálnice Olomouc–Brno. V roce 1981 byl Žešov připojen k Prostějovu.

## Obyvatelstvo

### Struktura
Vývoj počtu obyvatel za celou obec i za jeho jednotlivé části uvádí tabulka níže, ve které se zobrazuje i příslušnost jednotlivých částí k obci či následné odtržení.
| Místní části   | Místní části | 1869 | 1880 | 1890 | 1900 | 1910 | 1921 | 1930 | 1950 | 1961 | 1970 | 1980 | 1991 | 2001 | 2011 |
| -------------- | ------------ | ---- | ---- | ---- | ---- | ---- | ---- | ---- | ---- | ---- | ---- | ---- | ---- | ---- | ---- |
| Počet obyvatel | část Žešov   | 370  | 414  | 413  | 441  | 458  | 473  | 486  | 423  | 410  | 378  | 321  | 301  | 336  | 335  |
| Počet domů     | část Žešov   | 73   | 76   | 77   | 77   | 80   | 86   | 94   | 107  | 106  | 107  | 98   | 105  | 106  | 115  |

## Památky
- Boží muka – za vsí při silnici Žešov-Prostějov
- Kříž – při silnici Žešov-Výšovice

## Slavní rodáci
- Jan Spáčil-Žeranovský (1857-1905) – novinář, spisovatel, humorista a překladatel
- Jaroslav Franc (1935-1990) – malíř